# 各年の中華人民共和国の一覧

中華人民共和国の国旗

各年の中華人民共和国の一覧（かくねんのちゅうかじんみんきょうわこくのいちらん）は、中華人民共和国の各年ごとの記事の一覧。この一覧では中華人民共和国の各年ごとの記事の他、各世紀と各年代、中華人民共和国の各分野における各年ごとの記事についても取り扱う。

## 一覧

### 20世紀
- 1940年代
  - 1949年の中華人民共和国（英語版）
- 1950年代
  - 1950年の中華人民共和国（英語版） 1951年の中華人民共和国（英語版） 1952年の中華人民共和国（英語版） 1953年の中華人民共和国（英語版） 1954年の中華人民共和国（英語版）
  - 1955年の中華人民共和国（英語版） 1956年の中華人民共和国（英語版） 1957年の中華人民共和国（英語版） 1958年の中華人民共和国（英語版） 1959年の中華人民共和国（英語版）
- 1960年代
  - 1960年の中華人民共和国（英語版） 1961年の中華人民共和国（英語版） 1962年の中華人民共和国（英語版） 1963年の中華人民共和国 1964年の中華人民共和国（英語版）
  - 1965年の中華人民共和国 1966年の中華人民共和国 1967年の中華人民共和国（英語版） 1968年の中華人民共和国 1969年の中華人民共和国（英語版）
- 1970年代
  - 1970年の中華人民共和国（英語版） 1971年の中華人民共和国（英語版） 1972年の中華人民共和国（英語版） 1973年の中華人民共和国 1974年の中華人民共和国
  - 1975年の中華人民共和国 1976年の中華人民共和国 1977年の中華人民共和国 1978年の中華人民共和国 1979年の中華人民共和国（英語版）
- 1980年代
  - 1980年の中華人民共和国（英語版） 1981年の中華人民共和国（英語版） 1982年の中華人民共和国（英語版） 1983年の中華人民共和国（英語版） 1984年の中華人民共和国（英語版）
  - 1985年の中華人民共和国 1986年の中華人民共和国（英語版） 1987年の中華人民共和国（英語版） 1988年の中華人民共和国（英語版） 1989年の中華人民共和国（英語版）
- 1990年代
  - 1990年の中華人民共和国（英語版） 1991年の中華人民共和国（英語版） 1992年の中華人民共和国（英語版） 1993年の中華人民共和国（英語版） 1994年の中華人民共和国（英語版）
  - 1995年の中華人民共和国（英語版） 1996年の中華人民共和国（英語版） 1997年の中華人民共和国（英語版） 1998年の中華人民共和国（英語版） 1999年の中華人民共和国（英語版）

### 21世紀
- 2000年代
  - 2000年の中華人民共和国（英語版） 2001年の中華人民共和国（英語版） 2002年の中華人民共和国（英語版） 2003年の中華人民共和国（英語版） 2004年の中華人民共和国（英語版）
  - 2005年の中華人民共和国（英語版） 2006年の中華人民共和国（英語版） 2007年の中華人民共和国（英語版） 2008年の中華人民共和国（英語版） 2009年
- 2010年代
  - 2010年 2011年の中華人民共和国（英語版） 2012年の中華人民共和国（英語版） 2013年の中華人民共和国（英語版） 2014年の中華人民共和国（英語版）
  - 2015年 2016年 2017年 2018年 2019年
- 2020年代 : 2020年 2021年 2022年 2023年 2024年 2025年 2026年 2027年 2028年 2029年
- 2030年代 : 2030年 2031年 2032年 2033年 2034年 2035年 2036年 2037年 2038年 2039年